# Мейерхольд, Ирина Всеволодовна
Ирина Всеволодовна Мейерхо́льд (26 апреля (9 мая) 1905, Пенза — 21 ноября 1981, Ленинград) — советская актриса

, режиссёр, педагог; дочь и ученица Всеволода Мейерхольда. Заслуженная артистка Чечено-Ингушской АССР (1978).

## Биография
Ирина Мейерхольд была младшей дочерью Всеволода Мейерхольда и Ольги Мунт (1874—1940); её детство и юность прошли в Петербурге и Москве. Отец оставил семью в 1921 году, женившись вскоре на Зинаиде Райх.
Трудиться начала в 1921 году. Работала делопроизводителем в Центропечати (Москва), одновременно поступила учиться в Государственные высшие режиссёрские мастерские (ГВЫРМ), которые позже влились в ГИТИС. На курсе Всеволода Мейерхольда по классам актёрского мастерства и режиссуры училась вместе с С. Эйзенштейном, С. Юткевичем, Л. Свердлиным, Э. Гариным, М. Штраухом, Н. Охлопковым. Одновременно с учёбой и позже — преподавала сценическое движение в театрах Москвы, Ленинграда; играла в спектаклях Театра Мейерхольда под псевдонимом «Ирина Хольд».
ГИТИС окончила в 1927 году с присвоением специальности педагога сценического движения, актрисы и режиссёра. В 1929 году переехала в Ленинград. В 1930—1934 годах работала режиссёром в Красном театре, в 1934—1941 — преподавала в Ленинградском институте сценических искусств (основная работа). В то же время вела учебную и режиссёрскую работу в театрах Ленинграда, на Госэстраде, киностудиях «Ленфильм», «Белгоскино». В 1939 году была командирована в Казахстан, в 1941 году — в Осетию, где ею были созданы национальные театры.
С началом Великой Отечественной войны семья эвакуировалась вместе с Ленинградским театром драмы им. Пушкина в Новосибирск. В июне 1942 года вместе с мужем была командирована в качестве режиссёра в г. Колпашево (тогда Новосибирской области) для оказания шефской помощи в создании Нарымского окружного драматического театра. В Нарымском крае Мейерхольд была проделана большая работа по обучению творческого коллектива театра актёрскому мастерству, пропаганде театрального искусства, организации культурного обслуживания населения.
Осенью 1943 года семья вернулась в Новосибирск, по пути побывав в Томске в гостях у директора Ленинградского театрального института Н. Е. Серебрякова. В Новосибирске в 1943—1945 годах Ирина Всеволодовна работала в Кривощёковском самодеятельном театре. В июне 1945 — выехала с детьми в Ленинград (Меркурьев реэвакуировался с театром в Ленинград осенью 1944 года).
После войны Мейерхольд снова работала режиссёром, преподавала в Ленинградском театральном институте, где с В. В. Меркурьевым руководила своей мастерской. В 1945—1948 годах они подготовили труппу молодых актёров, вывезенных из Новосибирска, и создали на базе этого выпуска театр в Выборге. Также она руководила самодеятельной драматической студией при Дворце культуры им. Кирова.
В 1947 году, как дочь «врага народа», была уволена со всех работ, и в течение 12 лет оставалась без любимого дела, вплоть до реабилитации отца. В 1959 году была принята руководителем театра-студии Дворца культуры им. Горького, периодически работала в ленинградском Драматическом театре им. Пушкина. Продолжила с 1960 года педагогическую деятельность в театральном институте. В 1975 году на студии «Лентелефильм» сняла документальный фильм «Василий Меркурьев». В 1977 году поставила свой последний спектакль — «Рембрандт», по пьесе Д. Кедрина,  — на сцене Ленинградского ГАТДа имени А.С. Пушкина — Александринского театра.
Умерла 21 ноября 1981 года в Ленинграде. Похоронена на Волковском кладбище — Литераторских мостках (Актёрская дорожка).

### Семья
Ирина Мейерхольд была замужем за актёром и театральным педагогом Василием Меркурьевым, в этом браке родила двух дочерей, Анну (1935) и Екатерину (1940), и сына Петра (1943—2010). В 1939 году супруги взяли на воспитание троих детей репрессированного брата Василия Меркурьева — Петра Васильевича.
Лидия Жукова в своих мемуарах «Эпилоги» пишет, что до В. Меркурьева Ирина Мейерхольд была некоторое время замужем за пианистом и режиссёром Лео Арнштамом (Л. Жукова. Эпилоги. Нью-Йорк, изд. Чалидзе, 1983, с. 51).

## Творчество

### Фильмография

#### Участие в фильмах
- 1975 — Василий Меркурьев (документальный)
- 2013 — Василий Васильевич Меркурьев (документальный)